# Richard Perle

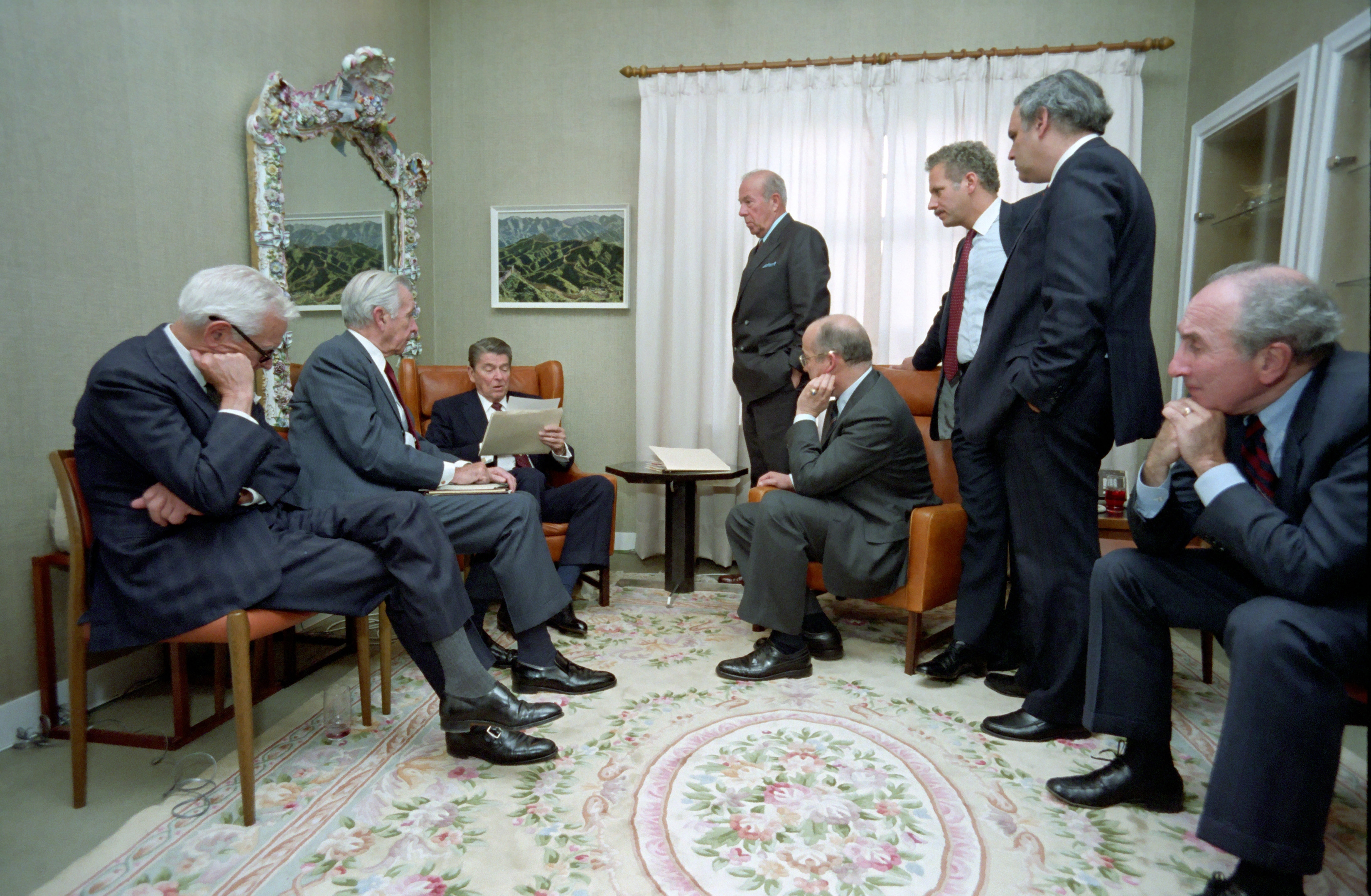
Richard Perle in 1986 (2e van rechts)

Richard Norman Perle (16 september 1941) is een Amerikaans politieke adviseur en lobbyist die onder de regering van Ronald Reagan als assistent minister van Defensie werkzaam was. Van 1987 tot 2004 werkte hij voor het Defense Policy Board Advisory Committee. Onder president George W. Bush was hij van 2001 tot 2004 voorzitter van dit comité.
Perle is een van de voormannen van de neoconservatieven.
- Bibliothèque nationale de France: cb12388337q (data)
- Catàleg d'autoritats de noms i títols de Catalunya: 981058526193006706
- Gemeinsame Normdatei: 134276949
- International Standard Name Identifier: 0000 0001 0873 6432
- Library of Congress Control Number: n81124290
- Nationale Bibliotheek van Tsjechië: osd20221160527
- Nationale Bibliotheek van Israël: 987007311102905171
- Nederlandse Thesaurus van Auteursnamen: 11958994X
- SNAC: w61g376p
- Système universitaire de documentation: 082978700
- Virtual International Authority File: 16100443
- WorldCat: E39PBJhCKWDwfJTxkhKTrwpkjC